# Wait marketing
Le Wait Marketing (ou marketing de l’attente) peut se définir comme l'action de communiquer quand les individus sont en situation d'attente, que ce soit dans une file d’attente, dans les transports en commun ou encore dans une salle d'attente.
Le wait marketing relève d’une nouvelle forme de communication non intrusive et même opportune. Elle se matérialise pendant les moments d’attente d’un consommateur, où toute forme de distraction semble être la bienvenue. Cette pratique intervient à un moment où le consommateur ne se sent pas importuné par la présence publicitaire, celle-ci n’interrompant pas son activité et n’entravant donc pas sa vie privée.

## Histoire du Wait marketing
Pour comprendre l'origine du Wait Marketing, il faut tout d'abord connaître celle du marketing, qui naît en réaction à la pensée économique classique qui, au XIXe siècle, n'était pas en mesure de résoudre les problèmes induits par la rapide croissance de l'économie. Les premières notions apparaissent aux XVIIe et XVIIIe siècles en France et au Royaume-Uni, mais l'histoire récente du marketing s'inscrit dans celle du management et constitue donc une discipline caractérisée par l'environnement et les spécificités du XXe siècle,.
Le concept de marketing fait son apparition dans les organisations et devient une discipline de management en 1960. 50 ans plus tard, le marketing évolue encore et propose une grande diversité d’actions. Toutes ces actions sont appelées "les nouveaux Marketing" et couvrent aussi bien des lieux, des communautés, ou bien même des moments. À titre d'exemples, nous pouvons citer le Marketing Sensoriel ou encore le Nudge Marketing.
Le marketing est omniprésent dans la vie du consommateur et peut l’amener à rejeter ou à ignorer certains de ses piliers comme la publicité ou le merchandising. Partant de ce constat, le Wait Marketing s'est donc présenté comme une nouvelle forme de communication plus appropriée, afin de communiquer auprès du consommateur dans ses moments d'attente et ainsi, ne pas donner l'impression d'être importun ou intrusif. Il s’agit d’une notion relativement récente qui a émergé à l'occasion de la sortie d'un livre d'un professeur de marketing, Diana Derval. Depuis, le phénomène a largement été repris sur les blogs et sites consacrés à la matière.

## Les différents types de Wait Marketing
- Le Wait Marketing forcé : on parle de Wait Marketing libre lorsque la publicité est placée de manière que le consommateur ne puisse y faire abstraction. À titre d’exemple, lorsqu'un site internet impose de la publicité a ses internautes pendant le temps de téléchargement de la page ou de la vidéo. Ici l’attente est forcée, car le message publicitaire est imposé volontairement à l’internaute[9],[10].
- Le Wait Marketing simple : on parle de wait marketing libre lorsque la publicité est placée de manière que le consommateur puisse y prêter attention, intentionnellement ou non. Par exemple, dans une station de métro, un individu peut tout autant prêter attention aux publicités affichées ou bien détourner le regard sans que l’ignorance de ce message pose un quelconque problème pour la suite de son déplacement[9].

## Intérêt du Wait Marketing
Dans un contexte de saturation toujours plus croissante du marché publicitaire de masse, l’intérêt principal du wait marketing est de profiter des temps d’attente du consommateur afin de lui transmettre un message et ainsi maximiser son exposition, tant en termes de perception que de mémorisation de ce message.
En effet, d’après Diana Derval:
- Un canadien passe en moyenne 48 minutes par jour à faire ses courses,
- Un homme d’affaires britannique passe 2 à 3 heures par mois à attendre dans les aéroports,
- Dans le monde, l’Homme passe en moyenne 9 minutes par jour à attendre devant l’ordinateur, le téléchargement de diverses applications ou l’affichage de certaines pages.

Mais les salles et les files d'attente, les transports en commun, les stations services ou toilettes publiques sont des lieux privilégiés par les marketeurs où les consommateurs s’avèrent plus réceptifs aux informations qu’ils reçoivent. À titre de comparaison, un même spot publicitaire est mémorisé par 17 % des gens à la télévision contre 27 % dans une salle d’attente, où l’on attend en moyenne 20,2 minutes.
L’enjeu du marketing de l’attente (wait marketing) est donc de valoriser ces moments et d’en faire le théâtre d’une communication privilégiée, à la fois innovante et rentable.
L’autre intérêt du Wait Marketing est de pouvoir adapter le message en fonction des cibles, des situations, du produit ou du service. Ainsi, il existe différents moyens pour les marques de se positionner sur l’attente:
- la réduire : minimiser le temps d’attente,
- la transformer : changer sa perception,
- l’occuper : donner l’occasion au consommateur de se divertir,
- la valoriser : décupler le désir.

Différentes stratégies de marque capitalisent ainsi sur l’attente : en la fluidifiant, en jouant la surprise, en offrant un service ou une information utile.

## Avantages distinctifs du Wait marketing
- Financièrement accessible : En comparaison au ratio coût/efficacité des médias utilisés de manière traditionnelle ou contextuelle, on se rend compte que le wait marketing rend la publicité plus abordable et qu’il existe des solutions, quel que soit son budget[4]. Les canaux de publicités traditionnels représentent un coût relativement élevé et les espaces alloués sont très prisés par les marques, ce qui engendre une saturation de l’espace publicitaire et un coût financier qui s’envole. Pour le cas du Wait Marketing, les espaces destinés à la diffusion des messages publicitaires sont encore peu utilisés et nombreux reste exploitable en fonction de sa cible et de la situation[14].  Concrètement, cela concerne des supports tels que:
  - les affiches ou messages sonores dans les toilettes,
  - les écrans placés à la caisse des supermarchés ou dans les stations services,
  - les vidéos pendant les téléchargements internet,
  - les affiches ou messages sonores dans les salles et files d’attente (médecin, aéroport, bureau de poste, parc d'attractions...)[11].

- Positivement perçu : Dans un moment d’attente, le consommateur est plus ouvert a une communication entrante et le message délivré par l’annonceur est souvent perçu de manière plus positive, qu’un message communiqué via un média traditionnel[14].

## Exemples
Pour son retour en France, Burger King a proposé un jeu mobile à essayer dans le restaurant afin de permettre à ses clients d’éviter la file d’attente,.
Carrefour développe une application pour limiter l’attente en caisse.
Des écrans de télévision à la pompe à essence, communiquant des informations lorsque le client se sert.
Les parcs d’attractions favorisent l’attente des clients en leur communiquant un véritable storytelling dans la file d’attente en serpentin, en introduisant progressivement le thème de l’attraction,.
Au restaurant, les sets de table jetables peuvent parfois accueillir des messages publicitaires.

## A voir aussi
- Guérilla marketing